# Michel Mondésert
Michel Louis Marie Joseph Mondésert (* 5. Dezember 1916 in Villefranche-sur-Saône, Frankreich; † 16. April 2009) war Weihbischof in Grenoble.

## Leben
Michel Mondésert empfing die Priesterweihe am 11. Juli 1943 in Sacré-Cœur de Bourg-en-Bresse und lehrte von 1943 bis 1956 am Seminar Belley. Von 1956 bis 1960 war er in der Diözesanverwaltung tätig und war Armeeseelsorger des MFR im Bistum. Von 1960 bis 1966 war er landesweit Armeeseelsorger, zudem in der französischen Bischofskonferenz für die Chrétiens dans le Monde Rural CMR („Christen im ländlichen Raum“) in Paris tätig. Von 1966 bis 1971 war Michel Mondésert Generalvikar der Diözese Belley.
1971 wurde er von Papst Paul VI. zum Titularbischof von Apollonis ernannt und zum Weihbischof im Bistum Grenoble bestellt. Die Bischofsweihe spendete ihm am 25. September 1971 Erzbischof Alexandre-Charles Kardinal Renard, Erzbischof von Lyon. Mitkonsekratoren waren René-Fernand-Eugène Fourrey, Bischof von Belley, und Gabriel-Marie-Joseph Matagrin, Bischof von Grenoble. Er war zudem Archidiakon der Kathedrale Saint-Maurice in Vienne und in Saint Jean-Baptiste sowie Leiter der interdiözesanen Region im Rhonetal.
1992 wurde seinem Rücktrittsgesuch durch Papst Johannes Paul II. stattgegeben. Er lebte seit seiner Emeritierung im Pfarrhaus in Morestel.